# Corine Hierckens
Corine Hierckens née le 30 mai 1982 à Verviers, est une cycliste belge.

## Palmarès sur route
- 2002
  - Burcht
  - 2e du championnat de Belgique sur route
- 2003
  - 2e du championnat de Belgique du contre-la-montre
- 2005
  -  Championne de Belgique sur route
  - Flèche Hesbignonne /Haspengouwse Pijl
  - Outrijve
- 2006
  - Aartrijke
- 2007
  - Erondegemse Pijl, GP Geert Gillis
- 2010
  - 3e du Grand Prix Nicolas Frantz